# 900-е годы
900-е (девятисо́тые) го́ды по юлианскому календарю — промежуток времени с 1 января 900 года по 31 декабря 909 года, включающий 900 год 10-го десятилетия IX века  и с 901 по 909 годы    1-го десятилетия X века 1-го тысячелетия.  Они закончились 1116 лет назад.

## Важнейшие события в истории
- Объединение Норвегии и Швеции (900 год).
- Поход Олега Вещего на Константинополь (906—907)[1].
- Великая Моравия завоёвана венграми (907; битва при Прессбурге).
- Разрушен Чанъань, столица династии Тан, один из крупнейших городов мира.
- Войны англосаксонских правителей Британии с датскими племенами.
- Начало эпохи порнократии в Папском Риме.
- Образование в Северной Африке халифата Фатимидов.

## В медицине
- В 900 году оспа впервые описана в литературе как самостоятельная болезнь.

## В географии
- Викинги открывают Гренландию.

## Скончались
- Сабит ибн Курра, арабский астроном и математик.
- Евдокия Ваяна, третья жена византийского императора Льва VI.
- Аделаида Парижская, королева Франции.
- Мотоясу, принц, сын Ниммё.